# 38-я смешанная авиационная дивизия
 38-я смешанная авиацио́нная диви́зия  — авиационное воинское соединение авиации Вооружённых сил СССР в Великой Отечественной войне.

## Формирование дивизии
38-я смешанная авиационная дивизия сформирована 24 августа 1941 года путём преобразования из 38-й истребительной авиационной дивизии.

## Переформирование дивизии
38-я смешанная авиационная дивизия 28 февраля 1942 года обращена на формирование Управления ВВС 39-й армии.

## В действующей армии
В составе действующей армии:
- с 24 августа 1941 года по 28 февраля 1942 года

## Состав дивизии
| Части                                            | Период                  |
| ------------------------------------------------ | ----------------------- |
| 12-й истребительный авиационный полк             | 24.08.1941 — 30.10.1941 |
| 13-й истребительный авиационный полк             | 24.08.1941 — 01.09.1941 |
| 423-й истребительный авиационный полк            | 24.08.1941 — 14.09.1941 |
| 1-й скоростной бомбардировочный авиационный полк | 18.10.1941 — 28.11.1941 |
| 592-й ночной бомбардировочный авиационный полк   | 28.11.1941 — 12.01.1942 |
| 671-й бомбардировочный авиационный полк          | 03.12.1941 — 23.01.1942 |
| 688-й легкобомбардировочный авиационный полк     | 27.11.1941 — 28.02.1942 |
| 694-й ночной бомбардировочный авиационный полк   | 05.12.1941 — 30.01.1942 |

## В составе соединений и объединений
| Дата            | Фронт (округ)     | Армия                   | Примечания      |
| --------------- | ----------------- | ----------------------- | --------------- |
| 24.08.1941 года | Резервный фронт   | ВВС Резервного фронта   | -               |
| 12.10.1941 года | Западный фронт    | ВВС Западного фронта    | -               |
| 24.12.1941 года | Калининский фронт | ВВС Калининского фронта | -               |
| 28.02.1942 года | Калининский фронт | ВВС Калининского фронта | переформирована |

## Командиры дивизии
| Звание                | Имя                       | Период                  | Примечание |
| --------------------- | ------------------------- | ----------------------- | ---------- |
| Генерал-майор авиации | Евсевьев Иван Иванович    | 24.08.1941 — 15.09.1941 |            |
| Полковник             | Щегликов Степан Семёнович | 16.09.1941 — 28.02.1942 |            |

## Участие в операциях и битвах
- Смоленское сражение
  - Ельнинская операция — с 30 августа по 8 сентября 1941 года.
- Битва за Москву:
  - Вяземская операция — со 2 по 13 октября 1941 года
  - Калининская наступательная операция - с 5 декабря 1941 года по 7 января 1942 года.
- Ржевско-Вяземская операция — с 8 января по 28 февраля 1942 года.